# POLMO
El conglomerado POLMO es una organización surgida dentro del núcleo de la Federación de la Industria Automotriz de Polonia, que operaban en la anterior República Popular de Polonia (en el periodo 1952-1982), creada sobre la base de la Asociación de Fabricantes de Automóviles de Polonia.

## Organización
Surge como la autoridad de gestión de la industria del automóvil, antes del establecimiento de la Junta de Gestión de la Industria de la Unión fue la Junta Central de la Industria Automotriz, la que se encargó de la guía y proyección de la industria automovilística en Polonia.
El conglomerado "POLMO" consistía de las siguientes empresas, establecimientos e instituciones:
- POL-MOT
- La Fábrica de Camiones de Lublin
- La Fábrica de Automóviles en Bielsko-Biala y Tychy
- La Fábrica de Automóviles de Pasajeros en Varsovia
- La FSS en Starachowice
- La PTHM "Polmozbyt" en Varsovia
- La Fábrica "Polmo" Agrícola en Poznan
- La Fábrica de Vehículos Comerciales en Nysa
- La Fábrica de coches Jelczańskie en Jelcz-Laskowice
- La Fábrica de autobuses de Sanok en Sanok
- La Planta de Automóviles Eléctricos "Polmo" en Kwidzyn
- La Fábrica de engranajes, diferenciales y cajas de cambios "Polmo" en Gniezno
- La planta de tracciones "Polmo" en Tczew
- La Fábrica de Equipamiento Automotor "Polmo" en Kalisz
- La Planta "Polmo-SHL" en Kielce
- La planta de refacciones POLMO en Lodz
- La fundidora "POLMO" en Stargard
- La plana de mecanismos especializados "Polmo" en Szczecin
- La Planta "FSO-Polmo", con la producciónde de acoplamientos y juntas en Kożuchów
- La Planta de tapicería "Polmo" en Varsovia
- La planta de ambulancias "Polmo-AUTOSAN" en Liberec
- La Fábrica de Equipamiento Automotor "Polmo" en Brodnica
- La Fábrica de Equipamiento para la producción de coches de "Polmo" en Praszka

- Datos: Q6454911